# Westhausen (Baden-Württemberg)
Westhausen è un comune tedesco di 6 164 abitanti situato nel land del Baden-Württemberg.
Il suo territorio è bagnato dal fiume Jagst.